# 4831 Baldwin
4831 Baldwin è un asteroide della fascia principale del diametro medio di circa 35,18 km. Scoperto nel 1988, presenta un'orbita caratterizzata da un semiasse maggiore pari a 3,0967105 UA e da un'eccentricità di 0,1080238, inclinata di 0,27559° rispetto all'eclittica.